# Класс (коллектив школьников)

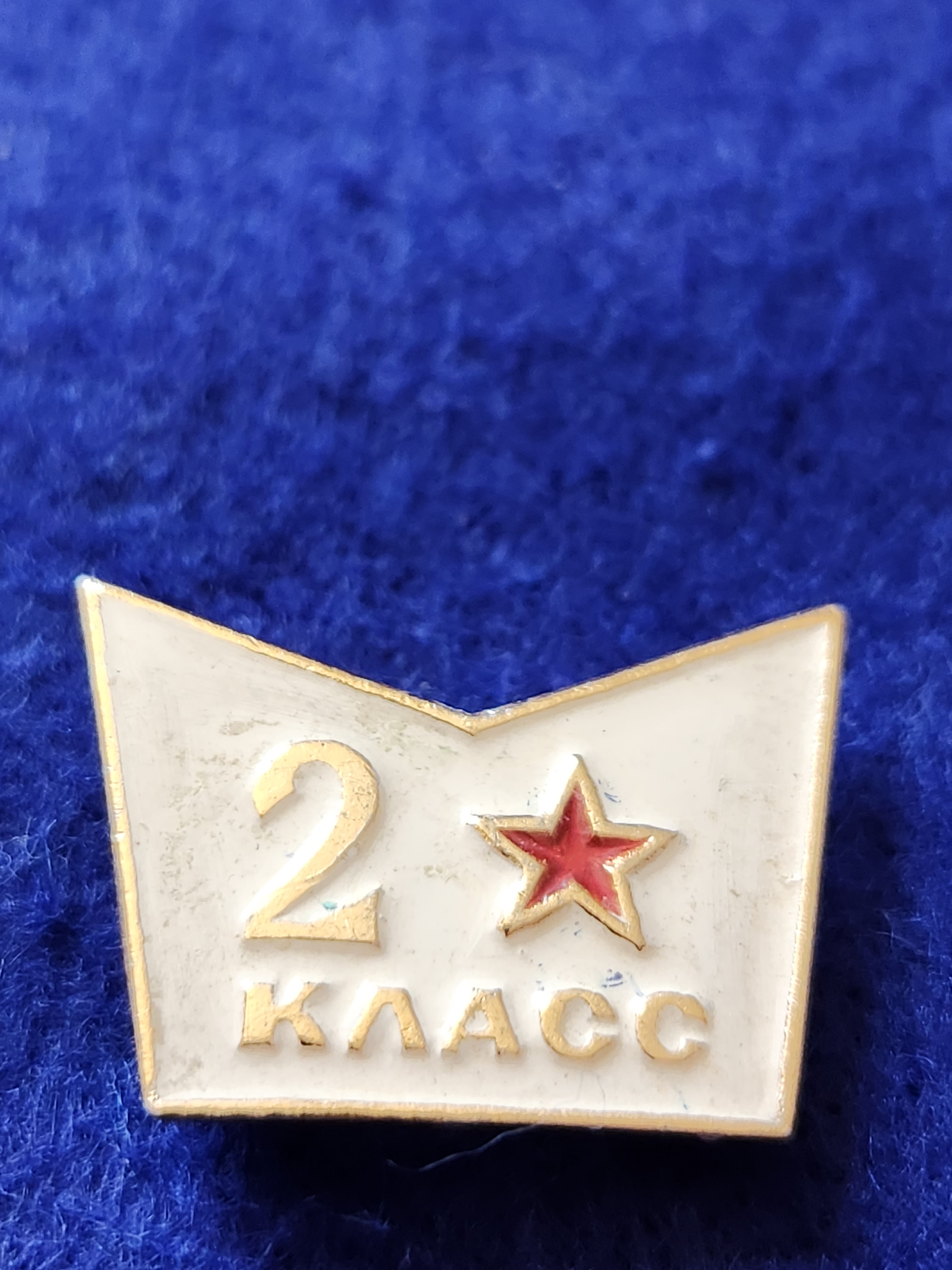
2 класс значок

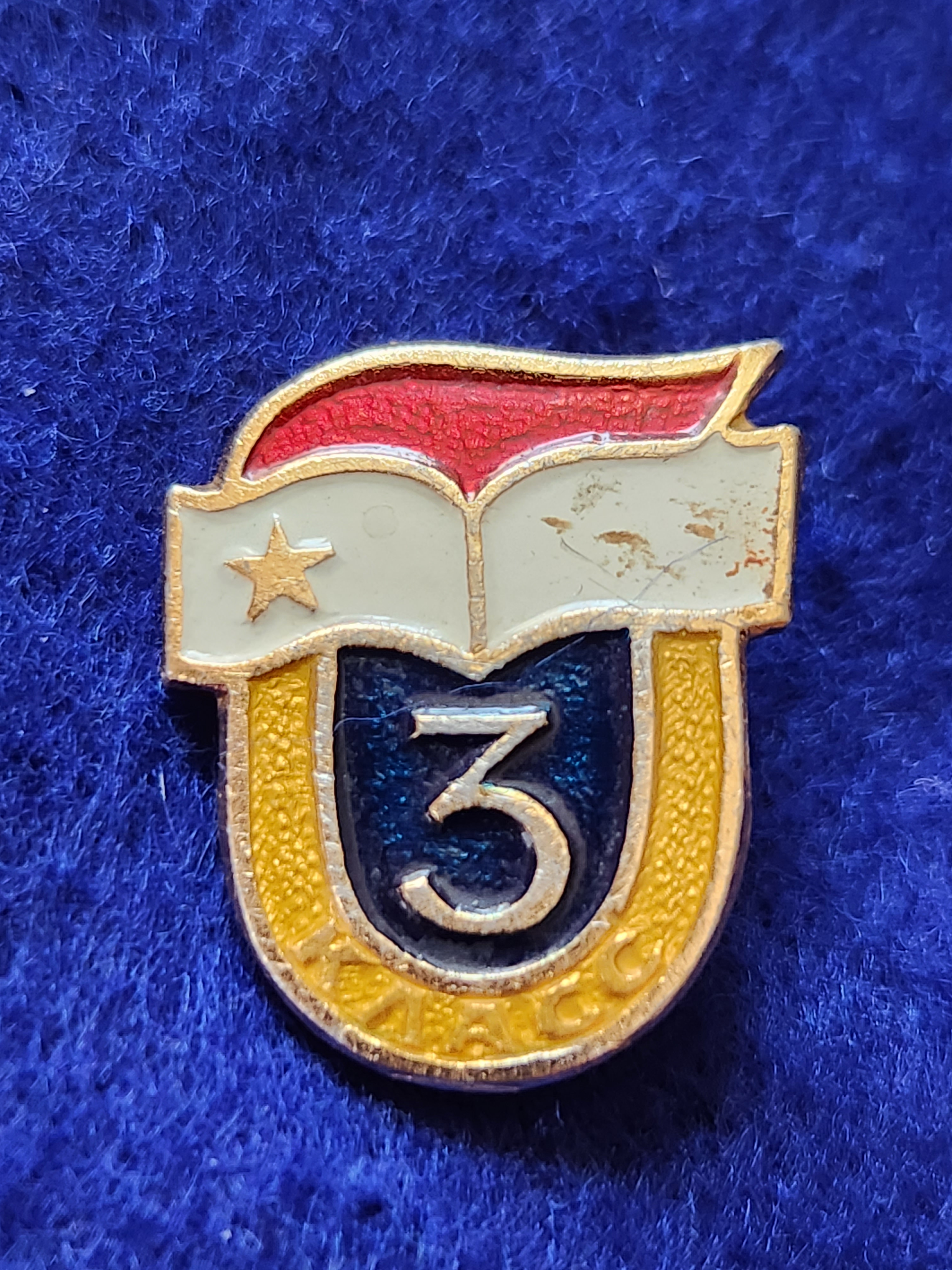
3 класс значок

Класс (классный коллектив) — группа близких по возрасту школьников одного года обучения, занимающихся по единой образовательной программе. Ученики класса  вместе посещают почти все уроки, но иногда разделяются (в российских традициях — на занятиях по иностранному языку, технологии и физкультуре). 
Классу присваивается номер, указывающий на ступень (год) обучения, а при наличии в школе нескольких групп одинаковой ступени (параллельных классов) ещё и буквенное обозначение, например 3б (третий год обучения, класс «б»). Ежегодно номер класса повышается на единицу, скажем, класс 3б на следующий учебный год станет классом 4б. 
Состав класса постоянен в пределах учебного года, а часто и в течение всех лет обучения в школе, но возможны отчисления и появление новых учеников из-за переездов семей, перевода из других школ и по иным причинам. Количество обучающихся в одном классе — от единиц до 30-40 человек. По нормативам в России максимальная численность определяется исходя из площади на одного ученика (> 2,5 м2/чел при фронтальных формах занятий); до 2016 года максимальная наполняемость класса не должна была превышать 25. 
Контроль за учебно-воспитательной работой в классе осуществляет классный руководитель, он же отвечает за связь с родителями учащихся и решение организационных вопросов. На эту роль назначается один из учителей школы, преподающих в данном классе. Также в классе формируются органы ученического самоуправления, в т.ч. (в российских традициях) избирается староста — хорошо успевающий и уважаемый одноклассниками ученик.
Помимо уроков, школьный класс в полном или почти полном составе участвует во внеурочной деятельности, общешкольных мероприятиях, экскурсиях. По существу, класс — это и учебная единица, и общность, связанная системой межличностных отношений. Возникновение чувства «мы — коллектив» является результатом развития класса, создаёт условия для идентификации личности ребёнка с классом и нахождения ребёнком свого места среди сверстников. 